# 아발론 온라인
《아발론 온라인》(Avalon Online)은 위메이드 엔터테인먼트에서 서비스하는 AOS 게임이다. 2009년 3월 28일부터 오픈베타 서비스를 시작하였다. 국내에서 개발한 첫 AOS 게임으로 약 4년간 운영되었으나 밸런스 관련 지적과 업데이트 미비 등의 문제가 발생했고, 카오스 온라인, 리그 오브 레전드 등의 후발 게임에 밀려 2012년 8월 6일 서비스가 종료될 예정되었다. 하지만 (주)엠아이 사의 재런칭으로 2014년 설연휴와 함께 오픈베타를 진행하고 2014년 4월 3일에 다시 서비스 되었으나 결국 2015년 12월 18일에 서비스가 완전히 종료되었다.

## 게임 형식
기본적으로 아발론 온라인은 워크래프트 III의 AOS(공성전류) 유즈맵인 '카오스'에 기초를 두고 있다. 그래서 영웅의 주 스탯 분류, 라인과 크립의 개념, 승리 조건 등이 카오스와 많이 흡사하다. 또 컨트롤과 영웅끼리의 조합에 따라 승패가 완전히 뒤바뀔수 있다는것도 비슷하다. 하지만 다른점도 몇가지 존재한다.
- 카오스는 3라인(전초기지를 '라인', 전초기지에서 성장하는 캐릭터는 '라인 캐릭'이라고 한다.) 2립(정해진 맵 루트에서 일정 시간에 소환되는 몬스터를 '크립'이라고 한다. 원래 크립은 워크래프트 3에 있는 기본적은 적대적 중립 영웅으로써, 카오스에서는 트리거 설정으로 인하여 일정 시간마다 소환되게 된다. 이 크립 지역을 돌면서 성장하는 캐릭터를 '립캐'라고 한다.)체제이지만, 아발론은 '2라인 3립' 체제이다. 즉 카오스보다 립캐의 비중이 높고, 립조의 활약에 따라 승패가 좌우되는 경우도 있다
- (추가)신맵의 등장에 따라 맵에 따라 3라인 2립 혹은 다른 라인-립체제도 존재한다

- 카오스에는 영웅 캐릭터 대신 물건을 삼점에서 구입하거나 저장할 수 있는 '창고'라는 유닛이 있었지만, 아발론에서는 존재하지 않는다. 대신 아발론은 직접 상점에 가지 않고도 키패드를 이용하여 상점을 이용할 수 있다.

- 카오스에선 없던 '크리쳐'라는 개념이 아발론에선 새로 생겼다. 카오스의 3배럭 체재 대신 좌우의 배럭과 중앙에 위치한 크리쳐를 뽑을 수 있는 '크리쳐 배럭'이 존재한다. 크리쳐 배럭은 양쪽의 배럭보다 체력이 더 높고, 양 옆의 '크리쳐 타워'의 공격에는 안티나 디스펠로 해제 불가능한 슬로우 마법이 포함되어 있다. 크리쳐를 소환하면 정해진 루트로 이동하여 적들을 공격하는 역할을 한다. 건물을 테러할때나 방어할 때 쓰이고, 이 크리쳐들을 뽑으려면 일정 '재료'들이 필요한데, 이는 크립을 사냥할 때 랜덤으로 떨어지게 된다. 그리고 카오스에서 존재하였던 중간 방어건물 (중보)은 아발론에선 사라졌다.

- 카오스에선 소환물이 영웅과 멀어지면 경험치를 먹을 수 없었으나, 아발론은 소환물이 멀리 있어도 소위 '막타'만 먹으면 영웅에게 경험치가 돌아간다. 대신 영웅 자체의 경험치 습득 범위는 카오스보다 현저하게 떨어졌다.

- 카오스는 워크래프트의 유즈맵의 한계로 하다가 중간에 퇴장한 사람들에게 공식적으로 불이익을 줄 수 없었으나, 아발론에서는 카오 시스템이라는 것을 도입하였다. 강제종료를 할 때마다 '강제종료 포인트'가 1포인트씩 차게되고, 어느 이상 넘어서면 받을 수 있는 경험치와 아론이 줄어들게 되고, 닉네임 색깔이 빨간색으로 변하여 다른 유저들이 쉽게 알아볼 수 있게 하였다.

- 카오스엔 없던 '가문 시스템'을 추가하였다. 일정량이 경험치를 쌓게되면 '레벨'이 오르게되고, 가문 정보창에서 '공격력, 방어력, 마법공격력, 마법방어력, 크리티컬, 행운, 카리스마'중 스탯을 골라 올릴 수 있다. 1업당 2포인트를 얻게되며, 스탯 상승시 실제 전략전투 모드에서 영웅들의 능력이 상승된다.(밸런스 문제로 가문 스탯 삭제 패치 됐음)

- 카오스엔 없던 '시나리오 모드'와 '모험 모드'라는 새로운 개념이 생성되었다.

그 외에도 콜드게임 시스템, 레어아이템 시스템, 창고 아이템 시스템 등이 있다.

## 게임 설정
아발론 대륙에 자리잡은 '이오니아 국가'와 '오리엔스 부족'의 대립관계가 이 게임의 핵심 설정이다. 각 플레이어들은 이 두 진영중 하나를 선택하여 플레이 할 수 있으며, 언제든지 진영을 이동하여 플레이가 가능하다.
- 이오니아 : 왕국으로 설정되어 있다. 주인공은 이오니아의 왕자 '케아스'이며, 립 캐릭들의 마법이 대체적으로 강력한게 특징이다.

- 오리엔스 : 부족으로 설정되어 있다. 주인공은 오리엔스의 대족장 '라이크샤'. 대체적으로 립 캐릭들의 화력이 이오니아에 비해서 약해보이긴 하나, 성장형 캐릭터들이 이오니아보다 수도 좀 많고 강력하다.

이 게임은 '전략전투 모드', '시나리오 모드', '모험 모드'로 플레이할 수 있는 방법이 세분되어 있다.
- 전략전투 모드 : 카오스와 같은 AOS 방식의 5:5 혹은 2:2 대전 방식의 게임 모드이다. 각 진영에서 5명 혹은 2명을 모아서 자동 매칭 (혹은 수동매칭)을 하는 방식으로 게임이 진행된다. 자동 매칭은 대부분 팀내 유저들의 평균 '전략전투 레벨(TLV)'와 비슷한 상대를 찾아내어 대전을 붙게 한다. 수동모드는 대기방에 수동으로 대전을 신청하는 것으로, 수락 받은 방장이 수락하면 바로 게임이 진행된게 된다. 경기가 끝난후 서로 상대편의 베스트 플레이어를 뽑을 수 있는 'MVP 투표'를 할 수 있고, 투표 참가자와 MVP 당첨자는 소정의 아론 획득량이 더 추가된다.(패치로 인해 승리한팀원중에 기여도가 가장 높은 사람이 MVP로 자동선정 시스템으로 변경됨)

- 시나리오 모드 : 각 진영의 시나리오를 따로 진행시킬수 있다. 첫 시작은 이오니아의 왕자 '케아스'와 오리엔스의 새 부족장 '라이크샤'로 시나리오가 시작된다. 다음 시나리오로 넘어갈때는 전 시나리오 클리어와 일정의 레벨 제한이 걸려있으며, 특정 퀘스트들은 상점에선 구입할 수 없는 영웅을 얻을 수 있기도 한다.

- 모험 모드 : 진영과 상관없이 최대 8명이 진행하는 미션 형식이다. 중간중간 희귀 아이템이 나오는 경우도 있다.(모험의 종류에 따라 드랍되는 템이 다르다)난이도에 따라서 목숨이 달라진다. 죽어도 드랍되는 아이템을 순서대로 획득할 수 있어서 목숨이 없는 유저도 나가지 않고 버티는 경우도 있다. 적절한 체력 관리와 팀웍이 중요한 모드이다. 몇몇 캐릭터들의 스킬은 모험 모드에서 너무 사기적인 모습을 보여 모험 모드 내에선 사용이 금지되어 있다.(주아진의 '태산타수', 아프라사스의 '부유' 등)

- 광장 : 자신이 습득한 각종 아이템이나 영웅들을 거래할 수 있는 장소이다.

- 레벨의 세분화 : 아발론에는 '레벨'과 '전략전투 레벨'이 존재한다. 레벨은 모험모드, 전략전투를 통해 올릴 수 있으며, 시나리오의 레벨 제한은 다 이 레벨이다. 전략전투 레벨은 전략전투 모드에서만 올릴 수 있으며, 특정 서버 (예를 들면 초보 서버)의 허용 레벨보다 전략전투 레벨이 높아지면 그 서버에서 플레이할 수 없게 된다.

- 창고 아이템 : 상점에서 구매할 수 있는 아이템으로, 전략전투 모드나 시나리오 모드에서 창고 탭을 열고 꺼내 사용할 수 있다. 사용할때는 그 매치에서의 돈과 창고 포인트가 소진된다. 창고 포인트는 총 200으로, 그 이상이 초과되면 그 판에서는 다시 창고 아이템을 쓸 수 없다. 창고 아이템은 대체적으로 보통 아이템 보다 성능이 좋다.

- 레어 아이템 : '전략전투 모드'내에서 일정 조건을 성립시키면 얻을 수 있는 기회가 주어진다. 확률은 높지 않은 편이며, 기존 아이템보다 월등히 좋은 성능을 자랑한다.
  - 미사메나츠 : 10분 내에서 4킬을 달성하면 얻게 된다. 아이템 사용자가 죽을시 일정 확률로 바닥에 떨어뜨릴 수 있다.
  - 세나톨 : 경기 시작 20분 이후 유리한 진영 영웅들에게 랜덤으로 기회가 생성된다. 사용자가 죽을시 내구도가 떨어지며, 모두 떨어질시 아이템이 파괴된다.
  - 쾨니히의 리버설 소드 : 경기 시작 20분 이후 불리한 진영 영웅들에게 랜덤으로 기회가 생성된다. 사용자가 죽을시 내구도가 떨어지며, 모두 떨어질시 아이템이 파괴된다.
  - 샤프트 스타 : 플레이어가 영웅 레벨 20을 달성했을 때 확득할 수 있는 기회를 준다.
  - 카즈라의 워 해머 : 경기 시작 25분 이후 한 진영의 모든 영웅이 사망했을 시 그 진영에서 랜덤하게 한명에거 획득기회가 주어진다.
  - 에테리얼 웨폰 : 플레이어가 사망시 일정 확률로 획득할 수 있는 기회가 주어진다.

## 문제점
- 오픈 베타 서비스 시작부터 '진영간 전체적인 벨런스'의 문제가 고질적으로 이어지고 있다. 업데이트나 패치를 하면 대체적으로 '오리엔스'쪽이 조금 유리하게 패치 된다는게 유저들의 의견이다. '오리엔스'쪽으로 더 유리한 패치가 이루어지고 있어도 여전히 이오니아가 강세라는 것 또한 유저들의 공통된 의견이다.

- 위메이드 정책상 한 주민등록번호에 계정을 3개씩이나 만들 수 있다는 것을 악용한, 이른바 초보방 세컨드의 '양학'과 카오스를 접해보지 않은 유저들이 플레이하기 난해한 부분이 많아 인해 신규 유저들의 유입이 많지 않게 되어버려 앞으로의 상업적 성공 여부도 조금씩 불투명해지고 있다.

- 2011년 말 등장한 사이퍼즈와 2012년 초 한국서비스를 시작한 리그오브 레전드에 유저를 빼앗기면서 성공 가능성의 더욱 희박해졌다.

양학: '양민 학살'의 줄인말로서 여기서 양민은 아직 게임에 익숙치 못한 초보유저를 뜻한다.

## e-스포츠화(리그진행현황)
- 바투,아발론,마구마구와 함께 (사)한국e스포츠협회의 공인대회인증을 획득해 본격적으로 아발론의 e스포츠리그화가 진행된다.
- 경기방식: 5명이 한 팀을 이루고 상대팀의 본진기지를 먼저 파괴하는 팀이 이기는 방식.
- 지난 2009년 12월에 이미 오프라인 예선을 치르고 본격적인 e스포츠화 돌입.

## 아발론리그
- 위메이드사의 인기게임인 아발론을 가지고 열리는 정식 e스포츠리그.
- 본선진행:16강~4강,3,4위전(단판,전략전투,5vs5 팀배틀), 결승(3전2선승제, 전략전투,5vs 팀배틀)
- 우승상금:우승 1000만원, 준우승 500만원, MVP 30만원

## 역대 아발론리그
- 파위에이드 아발론리그: 2009년 5월 29일 ~ 2009년 7월 17일
- 우리V카드 아발론리그: 2009년 9월 4일 ~ 2009년 11월 2일
- 스와치 아발론리그: 2010년 1월 17일 ~ 2010년 3월 14일
- Razer 아발론리그: 2010년 7월 4일 ~ 2010년 8월 18일

## 트라비아
- 2009년 신규 e스포츠 공인종목 심사를 통해 '바투', '마구마구'와 같이 e스포츠 공인게임으로 선정되었다.[2] 현재는 관련 리그도 진행 중이다.
- 게임 영웅중에 '안드로 장' 장재호 선수를 모티브로 한 '문'이라는 영웅이 있다.
- 2009년 상반기에 진행중인 MSL의 스폰서를 획득하는 데 성공하였다.[3]